# Xã Elk, Quận Buena Vista, Iowa
Xã Elk (tiếng Anh: Elk Township) là một xã thuộc quận Buena Vista, tiểu bang Iowa, Hoa Kỳ. Năm 2010, dân số của xã này là 194 người.